# Haylie Johnson
Haylie Nichelle Johnson (Thousand Oaks, 29 gennaio 1980) è un'attrice statunitense, nota in Italia specialmente per il ruolo di Becky, migliore amica di Collen, nella serie La signora del West.

## Biografia
Figlia di Cliff e Nancy Johnson, ha un fratello più vecchio, Chris, e una sorella più giovane, Ashley, anche lei attrice. 
Quando Haylie aveva tre anni, la sua famiglia si trasferì in Michigan, dove lei divenne modella per il negozio per ragazzi Loretta Lorion. La famiglia tornò in California pochi anni dopo per far sì che Haylie e i fratelli potessero continuare la loro carriera artistica. 
Tornata in California, Haylie si fa notare come attrice nello show Growin Pains, nel quale era protagonista proprio la sorella Ashley; tuttavia, il suo vero e proprio debutto nel mondo dello spettacolo è nel 1991, quando entra a far parte del cast di Kids Incorporated, show che sarà poi sospeso nel 1993. Proprio in quell'anno, oltre a spiccare per le sue eccellenti doti canore (che le permetteranno di incidere alcune canzoni e di intraprendere quindi una carriera musicale) Haylie entra a far parte del cast della fortunatissima serie tv La signora del West, ideata da Beth Sullivan, nel quale avrà un ruolo importante, che le permetterà di divenire nota in tutto il mondo: interpreta infatti Becky Bonner, migliore amica di Colleen Cooper, per tutte e sei le stagioni della serie, quindi fino al maggio 1998, anno in cui Haylie termina anche di girare un documentario riguardante i bambini nel mondo del cinema. 

## Vita privata
Haylie è sposata dal 2001 con Jonny Lang. I due vivono a Burbank, in California